# Mesosemia rosina
Mesosemia rosina är en fjärilsart som beskrevs av Stoll 1780. Mesosemia rosina ingår i släktet Mesosemia och familjen Riodinidae. Inga underarter finns listade i Catalogue of Life.